# 922 Schlutia
922 Schlutia este un asteroid din centura principală, descoperit pe 18 septembrie 1919, de Karl Reinmuth.